# Bourreria litoralis
Bourreria litoralis là loài thực vật có hoa trong họ Mồ hôi. Loài này được D.A.Sm. mô tả khoa học đầu tiên năm 1898.